# نکسوس ۷ (نسخه ۲۰۱۳)
نکسوس ۷ (به انگلیسی: Nexus 7)، نسخهٔ ۲۰۱۳، تبلتی است که توسط گوگل با همکاری ایسوس توسعه یافته‌است. این تبلت، پس از تبلت‌های نکسوس ۷ و نکسوس ۱۰ سومین تبلت با برند نکسوس است. نکسوس ۷ جدید دارای سیستم‌عامل اندروید می باشد.این دستگاه در ۳۰ ژوئیه ۲۰۱۳(2 مرداد 1392) عرضه شد. این دستگاه، اولین دستگاهی است که با نسخه اندروید ۴٫۳ شد.این تبلت دارای 290 گرم وزن در نسخه تریجی و 299 گرم وزن در نسخه فورجی LTE می باشد.این تبلت دارای باتری لیتیوم یونی با ظرفیت 3950 میلی آمپر می باشد.دوربین اصلی این تبلت 5 مگاپیکسلی با رزولوشن 1944 در 2592 پیکسل و با قابلیت فوکوس اتوماتیک،فوکوس لمسی،تشخیص چهره و ثبت اطلاعات مکانی است.نسخه های 16 گیگابایتی و 32 گیگابایتی مدل وای فای نکسوس 7 جدید به ترتیب با قیمت های 229 و 269 دلار عرضه می شود و مدل 4G LTE نیز تنها در نسخه 32 گیگابایتی با قیمت 349 دلار به بازار ارائه می گردد. در حال حاضر رنگ مشکی تنها رنگ در نظر گرفته شده برای این تبلت است.